# Muzeum Obojga Narodów w Bielsku Podlaskim
Muzeum Obojga Narodów w Bielsku Podlaskim - państwowe muzeum dokumentujące historię Bielska Podlaskiego i okolic, funkcjonujące jako oddział Muzeum Podlaskiego w Białymstoku.

## Siedziba - Ratusz w Bielsku Podlaskim
Obecną siedzibę Muzeum Obojga Narodów w Bielsku Podlaskim stanowi murowany późnobarokowy ratusz, który został wzniesiony najprawdopodobniej na miejscu zniszczonego przez pożar drewnianego XV-wiecznego ratusza.  Historia Bielskiego Ratusza podobnie jak siedzib innych oddziałów związana jest z rodziną Branickich. Jego fundatorką była Izabela Branicka, starościna bielska i kasztelanowa krakowska, żona Jana Klemensa Branickiego.  Ratusz został zaprojektowany przez Jana Sękowskiego. Budowa bielskiego ratusza rozpoczęła się w 1776 roku.  Zakończono ją ostatecznie na początku 1780 r.  Bielski ratusz zaprojektowany jest na rzucie prostokąta ze ściętymi narożnikami. Posiada czterospadowy dach, sfazowany nad ściętymi narożnikami, pokryty jest dachówką esówką i zwieńczony niewielką wieżą zegarową o rzucie kwadratu, nakrytą obeliskowym blaszanym hełmem. Na jego szczycie znajduje się blaszana forma w kształcie owada z datą 1779. Ratusz bielski jest jednym z najpiękniejszych późnobarokowych ratuszy w Polsce.
Kolejne przebudowy przypadają na pierwszą połowę XIX wieku  kiedy do elewacji frontowej dobudowano kolumnowe podcienia, a środkowy otwór okienny zamieniono na otwór drzwiowy.  Po pierwszej wojnie światowej powstały dwie wnęki konchowe na wschodniej i zachodniej ścianie pomieszczenia znajdującego się na piętrze. W jednej z nich jest zachowane do dziś malowidło przedstawiające białego orła w złotej koronie na czerwonym tle.  Kolejnych zmian dokonali Niemcy w 1942 roku. W tym czasie zostały  zlikwidowane w elewacji frontowej kolumnowe podcienia oraz zmieniono rozstaw otworów okiennych. Przebudowano wnętrze piętra wznosząc nowe ścianki działowe.
Nie wiadomo jakie funkcje początkowo pełniły pomieszczenia w ratuszu. W XIX wieku mieścił się tutaj sąd powiatowy, hauptwachta i kilka sklepów. W okresie przed II wojną światową i w latach powojennych, podobnie jak w Białostockim Ratuszu, północną część parteru ratusza zajmowały sklepy. Po drugiej wojnie światowej w latach 50. i 60. XX wieku znajdowały się w ratuszu Miejska Rada Narodowa, Urząd Stanu Cywilnego, Biuro Notarialne oraz Biblioteka Publiczna. w kolejnych dekadach budynek poddano pracom remontowym i konserwatorskim by przywrócić mu pierwotny wygląd budynku oraz układ wnętrz. Muzeum w Bielsku Podlaskim zyskało tu siedzibę 15 października 1984 r.

## Zbiory
Muzeum gromadzi zabytki dokumentujące historię Bielska Podlaskiego, w tym d. Starostwa Bielskiego w dobrach rodu Branickich herbu Gryf i okolic. Posiada ciekawą kolekcje zdjęć i pocztówek prezentujących miasto i jego mieszkańców na przestrzeni XX wieku. Jej trzon stanowią pocztówki z Bielska Podlaskiego z okresu międzywojennego, autorstwa Z. Wilka i M. Witkowskiego. Muzeum posiada w swoich zbiorach liczne pocztówki i fotografie miasta z okresu PRL oraz kolekcję pocztówek świątecznych i fotografii portretowych oraz ślubnych z okresu międzywojennego. Wśród zgromadzonych dokumentów na szczególną uwagę zasługuje zbiór 72 dokumentów Litewskiego Konsystorza Duchownego w Wilnie z 1869 r. Muzeum gromadzi również wytwory pracy artystów ludowych z terenu ziemi bielskiej (pisanki, koszyki, tkaniny w tym ręczniki wyszywane) oraz eksponaty etnograficzne obrazujące życie mieszkańców okolicznych wsi (drobne narzędzia rolnicze, naczynia, elementy strojów).
Obecnie powstaje kolekcja prac plastycznych artystów związanych pośrednio i bezpośrednio z Bielskiem Podlaskim (Małgorzata Dmitruk, Sławomir Rybak, Walenty Wróblewski, Marek Topolewski, Marek Iwańczuk, Leon Kordziukiewicz, Oleg Kobzar).

## Edukacja
Muzeum Obojga Narodów w Bielsku Podlaskim kieruje swoją ofertę edukacyjną do dzieci w wieku przedszkolnym, uczniów szkół podstawowych i ponadpodstawowych. Jej celem jest:
- przybliżenie dzieciom i młodzieży historii Bielska Podlaskiego i okolic,
- rozbudzenie zainteresowania szeroko rozumianą sztuką,
- kształtowanie wrażliwości estetycznej,
- przygotowanie do udziału w życiu kulturalnym.

Oferta edukacyjna Muzeum Obojga Narodów Bielsku Podlaskim obejmuje zagadnienia z zakresu historii, archeologii, sztuki, etnografii. Zajęcia prowadzone są w formie interaktywnej oraz w postaci lekcji muzealnych.